# Utami Hayashishita
Utami Hayashishita (林下詩美 Hayashishita Utami, nacida el 14 de septiembre de 1998) es una luchadora profesional japonesa, quien actualmente está trabajando con Dream Star Fighting Marigold. Es muy conocida por sus apariciones en Pro-Wrestling: EVE y en su natal World Wonder Ring Stardom desde su debut en 2018 hasta en 2024.
Hayashishita ha sido una vez Campeona Mundial de Stardom, una vez Campeona Mundial de SWA, una vez Campeona del Futuro de Stardom, dos veces Campeona de las Diosas de Stardom, una vez Campeona Artística de Stardom. También ha sido ganadora de 5★Star GP (2020).

## Carrera

### World Wonder Ring Stardom (2018–2024)
Después de asistir al espectáculo de bienvenida de Yoshihiro Tajiri, Hayashishita comenzó a entrenar en World Wonder Ring Stardom en marzo de 2018. El 12 de agosto de 2018, Hayashishita debutó en Stardom cuando luchó contra Jungle Kyona en un sorteo por límite de tiempo. El 18 de agosto, Hayashishita entró en el torneo 5★Star GP. Hayashishita logró ganar su camino a la final donde perdió ante Mayu Iwatani. Después de ganar la Goddesses of Stardom Tag League con Momo Watanabe el 4 de noviembre, Hayashishita ganó su primer título donde ella y Watanabe derrotaron a J.A.N. (Jungle Kyona y Natsuko Tora) para ganar el Campeonato de las Diosas de Stardom el 23 de noviembre. Hayashishita se unió luego a la unidad de Watanabe "Queen's Quest".
El 3 de enero de 2019, Hayashishita derrotó a Starlight Kid para ganar el Campeona del Futuro de Stardom. El 5 de enero, Hayashishita, junto con sus compañeras miembros de Queen's Quest, Bea Priestley y Viper, ganaron el Torneo Trios Tag Team de un día. El 14 de enero, Hayashishita derrotó a Viper para ganar el Pro-Wrestling: EVE International Championship y el SWA Undisputed World Women's Championship, convirtiéndola en una cuádruple campeona. El 5 de abril, Hayashishita participó en el primer evento de Stardom en los Estados Unidos en la ciudad de Nueva York, donde desafió sin éxito a su compañero de equipo Watanabe por el Campeonato Maravilla de Stardom. El 30 de junio, durante el evento de Pro Wrestling: Eve's Wrestle Queendom 2, Hayashishita perdió el Campeonato Internacional ante Jamie Hayter en una lucha eliminatoria a tres bandas, que también involucró a Nina Samuels, poniendo fin a su reinado a los 167 días. El 15 de julio, Hayashishita y Watanabe perdieron el Campeonato de las Diosas de Stardom ante Tokyo Cyber Squad (Konami y Kyona), poniendo fin a su reinado a los 234 días con seis exitosas defensas del título. Mientras Hayashishita compitió en el GP de estrellas 5 ★ anual, Stardom anunció el 7 de septiembre que Hayashishita ya no competirá en el torneo después de sufrir una lesión en el dedo. Hayashishita se retiró el 15 de noviembre, donde se asoció con Leo Onozaki, ya que ambos desafiaron sin éxito a Oedo Tai (Hazuki y Natsuko Tora). El 23 de noviembre, Hayashishita, junto con AZM y Watanabe, derrotaron a Oedo Tai (Andras Miyagi, Kagetsu y Natsu Sumire) para ganar el Campeonato Artístico de Stardom.
El 19 de enero de 2020, en el programa del noveno aniversario de Stardom, Hayashishita no pudo ganar el Campeonato Maravilla of Stardom de manos de Arisa Hoshiki. El 26 de enero, Hayashishita perdió el Campeona Mundial de SWA ante Hayter y el 8 de febrero, AZM, Hayashita y Watanabe perdieron el Campeonato Artístico de Stardom ante Donna del Mondo (Giulia, Maika y Syuri Kondo). El 16 de febrero, después de defender con éxito el Campeonato Futuro de Stardom contra Saya Kamitani, Hayashishita dejó vacante el campeonato para perseguir los títulos Maravilla y Mundial de Stardom. Por quién Hayashishita y Watanabe no pudieron ganar el Campeonato de las Diosas de Stardom de Oedo Tai (Hayter y Priestley) el 8 de marzo, Hayashishita ganó el título con Kamitani el 26 de julio en Cinderella Summer en Tokio. El 19 de septiembre, Hayashishita ganó el GP de 5 estrellas ★ después de derrotar a Himeka en la final.
El 21 de marzo de 2024, Stardom anunció que Hayashishita, Giulia, Mai Sakurai, MIRAI y Yuzuki dejarían la empresa una vez que sus contratos expiren el 31 de marzo de 2024.

### Ring of Honor (2023)
Hayashishita hizo su debut en Ring of Honor (ROH) durante el episodio televisado del 20 de julio de 2023, donde derrotó a Trish Adora.

### Dream Star Fighting Marigold (2024-presente)
El 15 de abril de 2024, el ex productor ejecutivo de Stardom, Rossy Ogawa, realizó una conferencia de prensa para anunciar su nueva promoción Dream Star Fighting Marigold, con Hayashishita siendo uno de los miembros iniciales de la lista. El 20 de mayo de 2024, en el evento debut de Marigold, Marigold Fields Forever, Hayashishita participó en una lucha por equipos junto a Giulia cayendo derrotadas contra Sareee y Bozilla. El 13 de julio, en Summer Destiny se enfrentó a Iyo Sky de la WWE como exlíderes de Queen's Quest de Stardom, sin embargo, no tuvo éxito.
El 28 de septiembre, Hayashishita se convirtió en la ganadora inaugural del Dream★Star GP, después de derrotar a Mai Sakurai en la final.

## Campeonatos y logros
- Dream Star Fighting Marigold
  - Marigold World Championship (1 vez, actual)
  - Dream★Star GP (2024)[19]

- Pro-Wrestling: EVE
  - Pro-Wrestling: EVE International Championship (1 vez)

- World Wonder Ring Stardom
  - World of Stardom Championship (1 vez)
  - Future of Stardom Championship (1 vez)
  - SWA World Championship (1 vez)
  - Goddess of Stardom Championship (2 veces) – con Momo Watanabe (1) y Saya Kamitani (1)
  - Artist of Stardom Championship (1 vez) – con AZM & Momo Watanabe
  - 5★Star GP (2020)
  - Goddess of Stardom Tag League (2018) – con Momo Watanabe (2018)

- Pro Wrestling Illustrated
  - Situada en el Nº46 en el PWI Female 100 en 2019.

- Wrestling Observer Newsletter
  - Lucha 5½ estrellas (2021) vs. Syuri en Stardom Tokyo Dream Cinderella Special Edition el 12 de junio